# Septfonds
Septfonds (en occitano, Sèt-fonts) es una comuna francesa situada en el departamento de Tarn y Garona, en la región de Occitania.

## Demografía
| 1583 | 1600 | 1605 | 1579 | 1731 | 1860 | 2238 |
| Para los censos de 1962 a 1999 la población legal corresponde a la población sin duplicidades (Fuente: INSEE [Consultar]) |      |      |      |      |      |      |

## Campo de internamiento
En Septfonds existió un campo de internamiento, conocido como Camp de Judes, donde fueron internados 29.000 republicanos españoles exiliados en Francia tras la derrota de la República en 1939.
El campo albergó a exiliados españoles desde marzo de 1939. Iniciada la Segunda Guerra Mundial, la mayor parte de los republicanos españoles fueron integrados en las Compañías de Trabajadores Extranjeros, siendo internados en este campo otros grupos de personas, como súbditos austriacos y alemanes. Este campo destacó por albergar a obreros especializados que después serían reclamados desde diferentes puntos geográficos del Estado francés para ser utilizados en la economía de guerra contra el nazismo. En 1941, bajo el régimen de Vichy, recogía a oficiales aliados que habían intentado abandonar Francia. A partir de 1942, personas de origen judío que habían estado internadas en Septfonds fueron entregadas a los alemanes para su deportación a los campos de exterminio en territorios dominados por el III Reich.
En la actualidad puede visitarse en Septfonds el cementerio donde reposan los restos de 81 españoles que fallecieron en el campo.